# 17年
| 千纪： | 1千纪                                                                                |
| 世纪： | 前1世纪 \| 1世纪 \| 2世纪                                                            |
| 年代： | 前10年代 \| 前0年代 \| 0年代 \| 10年代 \| 20年代 \| 30年代 \| 40年代                 |
| 年份： | 12年 \| 13年 \| 14年 \| 15年 \| 16年 \| 17年 \| 18年 \| 19年 \| 20年 \| 21年 \| 22年 |
| 纪年： | 新始建国天凤四年                                                                     |

## 大事记
- 中国
  - 全國發生蝗災、旱災，饑荒四起，各地農民紛起，形成赤眉及綠林大規模的反抗，新市人王匡、王鳳帶領馬武、王常、成丹等人起義。他們藏身綠林山中，不久隊伍就發展到了五萬多人。。

## 各国领袖

### 非洲
- 库施
  - 国王：Natakamani（前1年－20年）
- 毛里塔尼亚
  - 国王：Juba II（前25年－23年）

### 亚洲
- 中国：
  - 新朝：
    - 皇帝：王莽（8年－23年）
- 匈奴
  - 单于：乌累若鞮单于（13年－18年）
- 朝鲜
  - 百济：
    - 国王：温祚王（前18年－28年）

  - 东扶余：
    - 国王：带素（前7年－22年）

  - 高句丽：
    - 国王：琉璃王（前19年－18年）

  - 新罗：
    - 国王：南解次次雄（4年－24年）
- 贵霜帝国
  - 翕侯：赫拉欧斯（1年－30年）

### 欧洲
- 阿特雷巴特
  - 国王：Verica（15年－40年）
- 卡图维勒尼
  - 国王：Cunobelinus（9年－40年）
- 高加索伊比里亚
  - 国王：Aderk（前2年－30年）
- 马科曼尼
  - 国王：Marbod（前9年－19年）
- 罗马帝国
  - 皇帝：提比略（14年－37年）

### 中东
- 卡帕多细亚
  - 国王：阿西劳斯（前36年－17年）
- 科马吉尼
  - 国王：Antiochus III（前12年－17年）
- 奈巴提亚
  - 国王：Aretas IV Philopatris（前9年－40年）
- 奥斯若恩
  - 国王：Abgar V（13年－50年）
- 安息
  - 国王：阿尔达班三世（10年－38年）
- 本都 - 皮托多里斯，本都女王（西元前8年－西元23年）

## 逝世
- 蒂托·李维，罗马历史学家（出生约前59年，78岁）
- 許癸努斯，拉丁作家